# Tanagura (Fukushima)
Tanagura (棚倉町 Tanagura-machi?) es un pueblo localizado en la prefectura de Fukushima, Japón. En junio de 2019 tenía una población de 13.604 habitantes y una densidad de población de 85,1 personas por km². Su área total es de 159,93 km².

## Geografía

### Municipios circundantes
- Prefectura de Fukushima
  - Shirakawa
  - Asakawa
  - Yamatsuri
  - Hanawa
  - Samegawa
- Prefectura de Tochigi
  - Ōtawara
  - Nasu
- Prefectura de Ibaraki
  - Daigo

## Demografía
Según datos del censo japonés, la población de Tanagura ha disminuido en los últimos años.
| Año del censo | Población |
| ------------- | --------- |
| 1995          | 16.547    |
| 2000          | 16.376    |
| 2005          | 15.795    |
| 2010          | 15.062    |
| 2015          | 14.295    |